# Курегово (Зав'яловський район)
Куре́гово (рос. Курегово) — присілок в Зав'яловському районі Удмуртії, Росія.
Знаходиться на захід від Іжевська. Розташоване неподалік річки Мужвайки, на околиці лісового масиву. Неподалік присілка до 2000 року проходила Постольська вузькоколійна залізниця.

## Населення
Населення — 77 осіб (2010; 8 в 2002).
Національний склад станом на 2002 рік:
- росіяни — 87 %

## Урбаноніми[3]
- вулиці — Вишнева, Вільхова, Джерельна, Західна, Лазорева, Польова, Ромашкова, Соснова, Черемхова, Ясенова